# Andrejs Perepļotkins
Andrejs Perepļotkins (ukr. Андрій Ігорович Перепльоткін, Andrij Ihorowicz Pereplotkin; ur. 27 grudnia 1984 w Charkowie) – łotewski piłkarz pochodzenia ukraińskiego, występujący na pozycji pomocnika.

## Życiorys

### Kariera klubowa
Wychowanek UFK Charków. W 2002 rozpoczął karierę piłkarską w drużynie rezerwowej Metalista Charków. Potem krótko występował w klubach: belgijskim RSC Anderlecht z Eerste klasse A, angielskim Southampton F.C. z Premier League i irlandzkim Bohemians Dublin z League of Ireland Premier Division. W styczniu 2005 przeszedł do Skonto FC z Virslīga. W sezonie 2008/09 został wypożyczony do Derby County F.C. Na początku 2011 podpisał kontrakt z uzbeckim klubem Nasaf Karszy z Oʻzbekiston PFL. Następnie był zawodnikiem klubów: estońskiego Narva Trans z Meistriliiga, Daugava Ryga, armeńskiego Ararat Erywań z Barcragujn chumb, cypryjskiego ENAD Polis Chrysochous FC z Protathlima B’ Kategorias, Riga FC, ponownie Skonto FC, FK Jelgava, SK Super Nova z Latvijas futbola 1. līga i litewskiego FC Kupiškis z LFF II lyga.

### Kariera reprezentacyjna
W latach 2007–2012 bronił barw narodowej reprezentacji Łotwy. W reprezentacji Łotwy zadebiutował 28 marca 2007 na stadionie Rheinpark Stadion (Vaduz, Liechtenstein) podczas eliminacji do UEFA Euro 2008 w przegranym 0:1 meczu przeciwko reprezentacji Liechtensteinu.

## Sukcesy

### Klubowe
Skonto FC
- Zdobywca drugiego miejsc w Virslīga: 2005
- Zdobywca drugiego miejsca w Pucharze Łotwy: 2006
- Zdobywca drugiego miejsca w Baltic League: 2008
- Zwycięzca Virslīga: 2010

Nasaf Karszy
- Zdobywca Pucharu AFC: 2011
- Zdobywca drugiego miejsca w Pucharze Uzbekistanu: 2012

Riga FC
- Zwycięzca Latvijas futbola 1. līga: 2015

FK Jelgava
- Zdobywca drugiego miejsc w Virslīga: 2016

SK Super Nova
- Zdobywca drugiego miejsca w Latvijas futbola 1. līga: 2018

### Reprezentacyjne
Łotwa
- Zwycięzca w Baltic Cup: 2008, 2012
- Zdobywca drugiego miejsca w Baltic Cup: 2010